# Ostředek
Ostředek (németül: Wostředek) település Csehországban, Benešovi járásban. Ostředek Vranov, Divišov, Čakov, Drahňovice, Chocerady, Vodslivy, Choratice és Kozmice településekkel határos. Lakosainak száma 477 fő (2024. január 1.).

## Népesség
A település lakosságának változását az alábbi diagram mutatja:
| Lakosok száma | 1098 | 971  | 764  | 506  | 400  | 306  | 396  | 388  | 412  | 477  |
|               | 1869 | 1890 | 1921 | 1950 | 1980 | 2001 | 2017 | 2019 | 2022 | 2024 |